# 霍頓 (德克薩斯州)
霍頓（英語：Wharton）是一個位於美國德克薩斯州霍頓縣的城市。根據2010年美國人口普查，該地共人口8832人，而該地的面積約為18.70平方千米。同時該地也是霍頓縣的縣治。

## 地理
霍頓的座標為29°18′42″N 96°06′10″W / 29.31167°N 96.10278°W，而該地的平均海拔高度為31米（即102英尺）。